# Mick Wingert
Mick Wingert (n. 1974) este un comediant american, vocea lui Po și Zeng din Kung Fu Panda: Legends of Awesomeness.